# Shahrestān-e Hendījān
Shahrestān-e Hendījān (persiska: شهرستان هنديجان, هنديجان) är en delprovins (shahrestan) i Iran.   Den ligger i provinsen Khuzestan, i den centrala delen av landet, 600 km söder om huvudstaden Teheran.
Delprovinsen hade 38 762 invånare 2016.